# Personaggi di Shugo Chara - La magia del cuore

I personaggi della serie

Lista dei personaggi del manga e dell'anime di Shugo Chara - La magia del cuore.

## Personaggi principali

### Guardiani
Amu Hinamori (日奈森 あむ?, Hinamori Amu)
Doppiata da: Kanae Itō (ed. giapponese), Perla Liberatori (ed. italiana)
Protagonista della serie, ha 12 anni e frequenta la scuola elementare Seiyo Academy. Capelli rosa, occhi color ambra, il suo segno zodiacale è la bilancia. È considerata la ragazza più popolare della scuola per il suo comportamento indifferente e freddo, ma in realtà è molto timida e sensibile. Una sera Amu esprime il desiderio di diventare più coraggiosa e mostrare il suo vero carattere, ed è proprio da questa preghiera che nascono tre Uova del Cuore. Ha una cotta per Tadase e sembra che con l'avanzare della serie i suoi sentimenti siano ricambiati, nonostante Amu provi qualcosa anche per il misterioso e solitario Ikuto. Alla fine della serie si innamorerà, ricambiata, di Ikuto. Vive con il padre fotografo di uccelli, la madre giornalista e una sorellina di 4 anni di nome Ami. Il suo compleanno è il 24 settembre e il suo stile è gothic punk. Nei Guardiani, ricopre il ruolo di Jolly. All'inizio della serie, prima che si schiuda l'uovo di Miki, Amu non vuole entrare a far parte dei Guardiani, ma alla fine, dopo la nascita di Suu e grazie all'aiuto di Nadeshiko, cambia idea. Insieme a Tadase può purificare le Uova X tramite una tecnica chiamata Cuore di Platino (dalla fusione tra Cuore Amuleto e Platino Regale), oltre che farlo singolarmente con la formula «Apri il tuo cuore!».
- Ran (ラン?, Ran)

Doppiata da: Kana Asumi (ed. giapponese), Debora Magnaghi (ed. italiana)
Il primo Shugo Chara di Amu, rappresenta il carattere sincero, vivace ed aperto di Amu e il suo desiderio di essere più atletica e spontanea. Il suo simbolo è il cuore. È molto vivace e il suo uovo è rosso con una decorazione nera e dei cuori rosa. Rappresenta il seme cuori; incita e incoraggia Amu. Non riesce mai a stare zitta. Con Ran, Amu si trasforma in Cuore Amuleto, una cheerleader le cui armi sono dei pon-pon rosa, dei pattini a rotelle e il bastone del Cuore. Quando si trasforma, Amu dice «Cuore mio, schiuditi! Chara Transformation, Cuore Amuleto!». Il Chara Change è «Hop, Step Jump!», e migliora le capacità atletiche di Amu. Quando attua il Chara Change con Ran, la molletta di Amu diventa un cuore rosso. Ran ha capelli e occhi rosa. Insieme ad Amu può usare un attacco purificatore chiamato Spirale del Cuore mediante l'omonimo bastone. Insieme ai suoi quattro Shugo Chara, Amu può trasformarsi in Fortuna Amuleto.
- Miki (ミキ?, Miki)

Doppiata da: Nanae Katō (ed. giapponese), Marcella Silvestri (ed. italiana)
Il secondo Shugo Chara di Amu, rappresenta il suo desiderio di essere più intelligente e brava a dipingere. Il suo simbolo è il seme di picche. Aiuta Amu a scegliere i vestiti, ed è innamorata di molti Shugo Chara, tra i quali Kiseki, Yoru, Daichi e Ritmo. È un'abile disegnatrice e sa suonare diversi strumenti; il suo uovo è blu con una decorazione nera e dei simboli di picche azzurro chiaro e rappresenta il seme picche. All'inizio della storia, Miki si dimostra scortese nei confronti di Amu, ma in seguito tra le due nasce una splendida amicizia. Durante la trasformazione, Amu guadagna abilità artistiche, che la fanno trasformare in Picche Amuleto, le cui armi sono un pennello gigante e una bacchetta a forma di chiave di violino. Quando si trasforma, Amu dice «Cuore mio, schiuditi! Chara Transformation, Picche Amuleto!». Il Chara Change è «Draw, Drew, Drawn!», e fa in modo che Amu sia brava a disegnare e a suonare strumenti musicali. Quando Miki fa il Chara Change, la molletta di Amu diventa un simbolo di picche blu. Miki ha capelli e occhi blu. Insieme ad Amu può usare un attacco purificatore chiamato Tele Colorate. Insieme ai suoi quattro Shugo Chara, Amu può trasformarsi in Fortuna Amuleto.
- Suu (スゥ?, Sū)

Doppiata da: Aki Toyosaki (ed. giapponese), Loredana Foresta (ed. italiana)
Il terzo Shugo Chara di Amu, rappresenta il suo desiderio di essere più gentile e brava in casa. Il suo simbolo è il fiore. Ha un carattere calmo, dolce e premuroso; il suo uovo è verde con una decorazione nera e dei fiori verde chiaro e rappresenta il seme fiori. Ama la cucina e la pulizia ed è molto dolce, carina, paziente e paurosa. Nella versione originale conclude le frasi con "-desu" (nella lingua giapponese, è una forma di educazione). Durante la trasformazione, Amu guadagna abilità culinarie e domestiche, che la fanno trasformare in Fiore Amuleto, le cui armi sono un paio di padelle, una frusta da cucina e un bastoncino per bolle di sapone. Quando si trasforma, Amu dice «Cuore mio, schiuditi! Chara Transformation, Fiore Amuleto!». Ha capelli biondi tendenti al verde e occhi verde smeraldo. Il Chara Change è «Chip, Syrup, Whip!», e quando Amu lo esegue, la sua molletta diventa un fiore verde, e la ragazza diventa gentile e ben disposta, e ama cucinare e pulire. Insieme ad Amu può fare un attacco purificatore chiamato Girandola di Miele. Insieme ai suoi quattro Shugo Chara, Amu può trasformarsi in Fortuna Amuleto.
- Dia (ダイヤ?, Daiya)

Doppiata da: Kanae Itō (ed. giapponese), Martina Felli (ed. italiana)
Il quarto Shugo Chara, rappresenta il desiderio di Amu di essere una leader, una parlatrice migliore e una idol come Utau. Il suo simbolo è il seme di quadri. Adora cantare, il suo uovo è giallo con una decorazione nera e dei quadri gialli chiari e rappresenta il seme quadri. Diventa un Uovo X quando Amu non crede più in se stessa in seguito alla partenza di Nadeshiko e l'addio a Kukai. Ancora chiusa nel suo uovo, Dia viene trovata da Utau. La Shugo Chara X, che è bionda con gli occhi verde acido, può trasformarsi con Utau in Gioiello Oscuro, ma non per molto. All'inizio non le piace Amu perché pensa che non abbia un cuore luminoso come quello di Utau. Quando Amu dimostra a Dia di poter ancora brillare, la Shugo Chara torna nella sua forma originale, con capelli arancioni e occhi dorati. Nel manga, aiuta Amu a ritrovare i suoi Shugo Chara smarriti in un viaggio lungo la Via delle Stelle e la Culla delle Uova. Durante la trasformazione, Amu guadagna abilità canore, che la fanno trasformare in Quadri Amuleto. Dopodiché, Dia ritorna nel suo uovo, ma a volte vi esce sotto forma di spirito. Il suo uovo si schiude negli ultimi episodi della seconda serie. Si definisce una navigatrice del futuro e si suppone sia la più forte fra gli Shugo Chara di Amu. Il Chara Change con Dia fa in modo che Amu sia calma, brava a cantare e riesca a sprigionare la propria luminosità, e la molletta di Amu diventa un rombo giallo. Insieme ad Amu può usare un attacco purificatore chiamato La Luminosità di Amu. Insieme ai suoi quattro Shugo Chara, Amu può trasformarsi in Fortuna Amuleto.
Tadase Hotori (辺里 唯世?, Hotori Tadase)
Doppiato da: Reiko Takagi (ed. giapponese), Alessio De Filippis / Loretta Di Pisa (da bambino) (ed. italiana)
Il 'King's Chair' dei Guardiani, è un ragazzo molto popolare tra le studentesse. Ha un carattere timido e dolce, ma quando esegue il Chara Change con il suo Shugo Chara Kiseki diventa totalmente un'altra persona: infatti, cerca di sottomettere chiunque. È biondo e ha gli occhi rosso scuro. Durante la prima serie dichiara ad Amu di essere innamorato di Cuore Amuleto, ovvero la fusione di Amu e Ran. È spesso preso in giro da Ikuto, che lo deride chiamandolo "Piccolo Re", ed è anche stato scambiato per una ragazza dai fratelli di Kukai a causa del suo ciuffo molto femminile e del suo comportamento timido. Tadase ha conosciuto Ikuto e Utau quando era piccolo e per questo si impegna, insieme ad Amu, per salvarli dalla Easter. Nell'episodio 23 confessa i suoi sentimenti ad Amu. Aveva una cagnolina di nome Betty, morta prima dell'inizio della serie e alla quale era molto affezionato. Il suo compleanno è il 29 marzo ed è del segno dell'Ariete. Insieme ad Amu può purificare le Uova X tramite una tecnica chiamata Cuore di Platino.
- Kiseki (キセキ?, Kiseki)

Doppiato da: Kaya Miyake (ed. giapponese), Cinzia Massironi (ed. italiana)
Lo Shugo Chara di Tadase, ha un carattere insopportabile e adora comandare gli altri Shugo Chara come se fosse il loro re; tuttavia, anche se non lo dimostra, vuole loro bene. Il suo simbolo è la corona. Il suo uovo è azzurro chiaro con sopra disegnata una corona gialla. Kiseki nasce dal desiderio di Tadase di essere più deciso e di avere un carattere forte, in grado di non farsi sottomettere. Quando esegue il Chara Change, a Tadase compare una corona un testa. Kiseki ha capelli lilla e occhi blu mare. L'unione di Kiseki e Tadase genera Platino Regale e il Chara Change si attiva quando Tadase viene chiamato "principe". Lui e Yoru non si sopportano.
Nadeshiko/Nagihiko Fujisaki (藤咲 なでしこ／なぎひこ?, Fujisaki Nadeshiko/Nagihiko)
Doppiato da: Saeko Chiba (ed. giapponese), Paola Della Pasqua (ed. italiana)
Nadeshiko è una ragazza dolce e premurosa che diventa subito amica di Amu e la aiuta negli affari di cuore. È anche colei che la convince ad entrare a far parte dei Guardiani, dei quali è la 'Queen's Chair'. Prima di cominciare il sesto anno, parte per l'Europa per studiare danza e viene sostituita come 'Queen's Chair' da Rima. Come si scopre nella seconda serie, Nadeshiko è in realtà un ragazzo di nome Nagihiko, chiamato Nagi da Amu e dalle altre ragazze: è tradizione che nella famiglia Fujisaki i maschi si debbano travestire da ragazze come parte del loro allenamento per interpretare ruoli femminili nella danza tradizionale giapponese. Ha capelli viola e occhi color nocciola. In Shugo Chara! Encore! capisce di essere innamorato di Rima e rivela ad Amu il proprio segreto. Dopo che Kairi se ne va, Nagihiko prende il suo posto come 'Jack's Chair'. Ha due Shugo Chara, Temari e Ritmo. Ama giocare a pallacanestro. Il suo compleanno è il 4 luglio. Insieme a Rima può purificare le Uova X tramite una tecnica chiamata il Valzer della Regina, dato che entrambe sono state elette Queen's Chair in diversi momenti.
- Temari (てまり?, Temari)

Doppiata da: Ryōka Yuzuki (ed. giapponese), Sabrina Bonfitto (ed. italiana)
Il primo Shugo Chara di Nadeshiko/Nagihiko, è elegante e rappresenta il suo desiderio di essere più delicata e diventare una ballerina di danza giapponese. Il suo simbolo è il fiore di ciliegio. Durante il Chara Change, Temari fa diventare Nadeshiko una persona violenta e senza controllo. Il suo uovo è lilla con sopra una fantasia di fiori di ciliegio rosa. Ha capelli e occhi color prugna. Insieme lei e Nadeshiko si trasformano in Principessa Danzante. Dopo che Nadeshiko parte per l'Europa, Temari torna nell'uovo. Nell'episodio 99, però, dopo che Nagihiko capisce che non importa se si è maschio o femmina, ma la passione che si mette in quello che si fa, l'uovo si schiude di nuovo. Il Chara Change è «Chin, Ton, Shan!», e il nastro per capelli di Nadeshiko si trasforma in due fiori di ciliegio.
- Ritmo (リズム?, Rizumu, Rhythm)

Doppiato da: Kōki Miyata (ed. giapponese), Patrizia Mottola (ed. italiana)
Il secondo Shugo Chara di Nadeshiko/Nagihiko, è estroverso e corteggia tutte le Shugo Chara femmine. Il suo simbolo è la palla da basket. Il suo uovo compare quando Nagihiko torna in Giappone nella seconda serie. L'uovo poi si schiude nell'episodio 91 quando Nagihiko si ricorda di quanto amasse giocare a pallacanestro. Nel manga, invece, l'uovo si schiude pochi minuti prima di quello di Temari. Somiglia molto a Nagihiko, e ha capelli viola scuro e occhi blu. Il suo uovo è uguale a quello di Temari, ma blu. Quando effettuano la trasformazione, Nagihiko diventa Beat Jumper. Il Chara Change fa diventare Nagihiko sfacciato, energico e bravo nello sport, e al ragazzo compaiono due cuffie blu intorno al collo.
Kukai Soma (相馬 空海?, Sōma Kūkai)
Doppiato da: Atsushi Abe (ed. giapponese), Paolo De Santis (ed. italiana)
Il 'Jack's Chair' dei Guardiani, ha un anno in più di Amu e l'aiuta nel suo allenamento come Jolly. Ha capelli castani e occhi verde chiaro. Ha quattro fratelli maggiori. Durante la serie, diventa molto amico di Utau, è il capitano della squadra di calcio, è allegro e ama i suoi amici, eccelle in tutti gli sport ed è molto amico di Yaya e di Amu, che lo considerano un fratello maggiore; inoltre, è il miglior amico di Tadase. Alla fine dell'anno scolastico, va alle medie e lascia i Guardiani, ma torna ogni tanto a trovarli. Il suo ruolo viene preso da Kairi. In Shugo Chara! Encore! bacia Utau e le dichiara i propri sentimenti, che la ragazza ricambia.
- Daichi (ダイチ?, Daichi)

Doppiato da: Hiroyuki Yoshino (ed. giapponese), Benedetta Ponticelli (ed. italiana)
Lo Shugo Chara di Kukai, assomiglia a un calciatore e adora fare sport. Il suo simbolo è la stella. Ha una cotta per Ran. Il suo uovo è blu, con sopra un cerchio arancione e una stella gialla. Ha capelli verde acqua e occhi color nocciola. Nasce dal desiderio di Kukai di diventare campione di tutte le discipline. L'unione di Daichi e Kukai crea Sky Jack. Il Chara Change è «Kick, Stack!» e fa in modo che Kukai sia ancora più atletico e coraggioso. Inoltre, a Kukai compare una stella tra i capelli e può usare uno skateboard volante.
Yaya Yuiki (結木 やや?, Yuiki Yaya)
Doppiata da: Tomoko Nakamura (ed. giapponese), Lara Parmiani (ed. italiana)
L''Ace's Chair' dei Guardiani, adora i dolci (in particolar modo il gelato) e la danza classica, e ha un anno meno di Amu. Immatura e viziata, va pazza per i fiocchi ed è iperattiva. È molto amica di Amu e di Kukai, che considera un fratello maggiore, e sembra andare molto d'accordo anche con Rima. Ha un fratellino appena nato, Tsubasa, che, secondo lei, riceve tutto l'affetto dei genitori e questo è il motivo della nascita del suo Shugo Chara Pepe. Vuole però bene al fratellino, anche se non lo ammette. Ha capelli arancioni e occhi castani. Nonostante il comportamento infantile, sa essere molto responsabile e s'impegna seriamente nelle cose che fa. Ha un bel rapporto con Kairi ed è considerata la mascotte perché è la più piccola dei Guardiani. Il suo compleanno è il 25 maggio.
- Pepe (ぺぺ?, Pepe)

Doppiata da: Kimiko Koyama (ed. giapponese), Gea Riva (ed. italiana)
La Shugo Chara di Yaya, ricorda una neonata e ha sempre un ciuccio in bocca. Il suo simbolo è il fiocco. È molto simile a Yaya, anche se a volte sembra più matura della sua padrona. Nasce dal desiderio di Yaya di rimanere per sempre bambina, perché convinta che i bambini abbiano una vita molto più facile rispetto agli adulti. Nella versione originale conclude le sue frasi con "-dechu". Il suo uovo è rosa, con una decorazione rossa e dei coniglietti color panna. Ha i capelli arancioni e occhi color indaco. Non sopporta le persone irascibili. Quando lei o Yaya vengono offese o qualcosa va male, si mettono a piangere all'unisono. Durante la trasformazione, diventano Bimba Piccola. Il Chara Change è «Pretty, Cutie, Love Baby!» e fa in modo che Yaya si comporti da bambina super viziata e che le compaia un bavaglino al collo.
Rima Mashiro (真城 りま?, Mashiro Rima)
Doppiata da: Sayuri Yahagi (ed. giapponese), Federica Valenti (ed. italiana)
Entra nei Guardiani al posto di Nadeshiko come 'Queen's Chair'. Nonostante abbia la stessa età di Amu, è molto bassa e non è brava negli sport. All'inizio è una persona diffidente e distaccata: i maschi la ammirano per la sua bellezza, mentre le ragazze sono infastidite dal suo egoismo. A causa di un rapimento prima che si trasferisse alla Seiyo, i suoi genitori vengono a prenderla a scuola, ma poiché questo compito interferisce con gli orari di lavoro, litigano sempre. Per questo, solo Kusukusu, il suo Shugo Chara, sa della passione di Rima per le commedie e le gag. In seguito diventa molto amica di Amu. È bionda e ha gli occhi castani. Venuta a conoscenza dell'amicizia tra Amu e Nadeshiko, diventa gelosa e non le piace Nagihiko solo perché lui all'inizio aveva detto di essere il gemello di Nadeshiko, ma in seguito nasce un sentimento di rispetto e fiducia tra i due (Rima sostiene di aver più fiducia in Nadeshiko che non in Nagihiko). In Shugo Chara! Encore! si innamora, ricambiata, di Nagihiko. Il suo compleanno è il 6 febbraio. Insieme a Nadeshiko può purificare le Uova X tramite una tecnica chiamata il Valzer della Regina, dato che entrambe sono state elette Queen's Chair in diversi momenti.
- Kusukusu (クスクス?, Kusukusu)

Doppiata da: Sayaka Narita (ed. giapponese), Giulia Franzoso (ed. italiana)
È lo Shugo Chara di Rima. Ricorda un pagliaccio e ha un carattere aperto e giocherellone. Il suo simbolo è la goccia. Quando Rima è giù di morale, fa di tutto per farla ridere perché adora la sua portatrice quando è felice. Il suo uovo è a quadretti bianchi e rossi con una decorazione viola, delle stelle verde acqua e delle gocce viola scuro. Kusukusu nasce dal desiderio di Rima di ridere e far ridere. Come la sua portatrice, Kusukusu è bionda e ha gli occhi castani. L'unione di Kusukusu e Rima crea Salto del Clown: il loro Chara Change consiste nel fare una posa manga molto buffa e famosa detta "Bala Balance". È proprio il Chara Change che rivela ad Amu il vero carattere di Rima. Durante il Chara Change, a Rima appaiono sul viso due tatuaggi verdi, uguali a quelli di Kusukusu.
Kairi Sanjo (三条 海里?, Sanjō Kairi)
Doppiato da: Mitsuki Saiga (ed. giapponese), Massimo Di Benedetto (ed. italiana)
Il nuovo 'Jack's Chair' al posto di Kukai, è un ragazzo molto intelligente, serio e studioso e ha due anni meno di Amu. È il fratello minore di Yukari Sanjo, membro della Easter, ed è stato mandato a spiare i Guardiani, ma poi decide di schierarsi dalla loro parte. Ha capelli e occhi color verde pino. Dato che la sorella è molto occupata con il lavoro, fa lui i lavori domestici. Dopo aver sventato il piano "Black Diamond", dichiara il suo amore ad Amu, ma in Shugo Chara! Encore! si avvicina molto di più a Yaya, tornando a far parte dei Guardiani come 'Jack's Chair'.
- Musashi (ムサシ?, Musashi)

Doppiato da: Nobuhiko Okamoto (ed. giapponese), Renata Bertolas (ed. italiana)
Lo Shugo Chara di Kairi, è un samurai molto serio e nasce dal desiderio di Kairi di essere forte e valoroso come i samurai giapponesi. Il suo simbolo è la foglia di bambù. Il Chara Change modifica l'acconciatura di Kairi, rendendola simile a quella dei samurai, e fa apparire una spada di legno che Kairi usa per attaccare e difendersi. Ha i capelli verde pino e gli occhi blu. Il suo uovo è verde salvia, con sopra disegnate due piante di bambù. Alla fine della prima serie, Kairi riesce a trasformarsi insieme a Musashi, diventando Anima del Samurai. Il suo nome deriva da quello del famoso samurai Miyamoto Musashi.
Rikka Hiiragi (柊 りっか?, Hiiragi Rikka)
Doppiata da: Erika (ed. giapponese), Deborah Morese (ed. italiana)
Compare nella terza serie dell'anime, mentre nel manga non compare affatto. È una ragazza dal carattere energico, molto gentile e premurosa, e colleziona Uova X. Ha occhi e capelli castani. Riesce a vedere gli Shugo Chara, pur non avendone uno, e comunicare con le Uova X. Diventa un'Apprendista Guardiano dopo aver incontrato Amu e Tadase, e stringe presto amicizia con Hikaru. Riceve quindi anche lei uno Shugo Chara, Hotaru. Viene indicata come 'nuova Queen's Chair'.
- Hotaru (ほたる?, Hotaru)

Doppiata da: Ryōka Yuzuki (ed. giapponese), Ludovica De Caro (ed. italiana)
La Shugo Chara di Rikka, è elegante e moderata, e bilancia l'energia frizzante di Rikka. Il suo simbolo è il sole. Nasce dal desiderio di Rikka di essere più aperta e prendersi cura dei suoi amici. Il suo uovo è giallo con sopra disegnato un sole. Il Chara Change trasforma gli elastici per capelli di Rikka in due soli e aiuta la ragazza a essere più calma e a non avere paura di parlare in pubblico. Soffre di vertigini. Ha capelli rosa scuro e occhi viola. Quando lei e Rikka si trasformano, diventano Sentimento Puro e possono purificare le Uova X insieme ad Amu.

### Easter
Ikuto Tsukiyomi (月詠 イクト?, Tsukiyomi Ikuto)
Doppiato da: Yūichi Nakamura (ed. giapponese), Alessandro Rigotti (ed. italiana)
Frequenta il liceo e ha 17 anni. Lavora per la Easter, che lo usa per trovare l'uovo noto come Embrione, ma Ikuto vuole usarlo per realizzare i propri desideri. Suona il violino ed è molto bravo. Riservato, misterioso e ribelle, pur essendo un nemico soccorre Amu quando la ragazza si trova in pericolo e se ne innamora. Ha capelli e occhi blu scuro. Ikuto è il fratello maggiore di Utau; quest'ultima è molto protettiva nei confronti del fratello e prova dei sentimenti molto forti per lui. Quando era piccolo, per un breve periodo lui e Utau hanno abitato a casa di Tadase perché il padre se ne era andato, abbandonandoli alle critiche dei parenti, ma poi, nonostante fossero ancora dei bambini, hanno dovuto unirsi alla Easter. Possiede la Chiave Magica, la chiave per aprire il Lucchetto Magico di Amu. Anche se pare l'abbia rubata a Tadase, che l'aveva ereditata dal padre, in realtà la chiave apparteneva al padre di Ikuto. Nel manga, invece, Aruto l'aveva ricevuta dal padre di Tadase. Adora i taiyaki al cioccolato, il suo compleanno è il 1º dicembre e il suo segno zodiacale è il sagittario. Veste in stile dark e nonostante sia malizioso e adori prendere in giro Amu, in realtà è un bravo ragazzo. Nell'episodio 100, si trasforma con Yoru e l'uovo nero in Tesoro dei Sette Mari.
- Yoru (ヨル?, Yoru)

Doppiato da: Miyuki Sawashiro (ed. giapponese), Patrizia Scianca (ed. italiana)
Lo Shugo Chara di Ikuto, assomiglia a un gatto. È molto pestifero e non riesce mai a tenere la bocca chiusa quando si tratta di mantenere i segreti, così spesso finisce per rivelare ad Amu cose che non dovrebbe. Il suo simbolo è la testa di gatto. Rappresenta il desiderio di libertà di Ikuto. Ha capelli blu e occhi gialli. Il suo uovo è nero con una decorazione bianca e delle teste di gatto nere. Nella versione originale conclude le frasi con "-nya". Tiene molto al suo padrone e lo aiuta durante la ricerca dell'Embrione chiedendo aiuto ai gatti della città. È il nemico per eccellenza di Kiseki, lo Shugo Chara di Tadase. Con Ikuto si trasforma in Lince Nera. Quando Amu e Tadase scoprono che la Easter sta controllando Ikuto, Yoru dà la Chiave Magica ad Amu per aiutarlo. Il Chara Change fa in modo che a Ikuto compaiano orecchie e coda da gatto e che il ragazzo sia molto agile e possa spiccare salti altissimi. Nel manga, durante il viaggio lungo la Via delle Stelle, Yoru sparisce per sempre e torna nella Culla delle Uova.
- Uovo Nero

Il secondo Shugo Chara di Ikuto, il suo nome è sconosciuto ed è un concentrato di innumerevoli Uova X che la Easter ha immesso nel violino del ragazzo. L'uovo è avvolto da fiamme viola. Con Ikuto si trasforma in Spirito Ribelle: in questa forma, Ikuto è in uno stato di trance, non riconosce nessuno e obbedisce solo agli ordini del suo patrigno (tuttavia, è possibile che Amu, Tadase e Yoru riescano a svegliarlo, anche se per pochi secondi) e al termine della trasformazione non ricorda niente di quello che è successo e rimane senza forze. Ikuto può anche trasformarsi con tutti e due i suoi Shugo Chara in Tesoro dei Sette Mari. Il suo potere viene annullato da Quadri Amuleto.
Utau Hoshina (ほしな 歌唄?, Hoshina Utau)
Doppiata da: Nana Mizuki (ed. giapponese), Emanuela Pacotto (ed. italiana)
La sorella minore di Ikuto, ha 16 anni e come lui fa parte della Easter. Il suo vero cognome è Tsukiyomi, ma usa il cognome della famiglia di sua madre, Hoshina, per il suo lavoro di idol. Canta nel gruppo Black Diamond per un breve periodo. Molto famosa e amata, sfrutta i suoi concerti per trasformare gli Shugo Chara dei suoi fan in Uova X, che in seguito vengono sfruttate dall'associazione per fare degli esperimenti. È bionda e ha gli occhi viola. Inizialmente Utau è molto fredda e cinica perché l'unica cosa che le interessa è realizzare il sogno di Ikuto; per questo non sopporta Amu, che vede come colei che le vuole portare via il fratello, e tenta di ostacolarla in tutti modi, attaccandola e combattendo contro di lei per ottenere il Lucchetto Magico. Alla fine, però, le due diventano amiche. Utau si occupa anche di Dia dopo aver trovato il suo Uovo X. Alla fine della prima serie, Utau abbandona l'associazione Easter e inizia una nuova carriera da cantante, questa volta con lo scopo di rendere felici i propri fans. Ha due Shugo Chara, Eru e Iru. Il suo compleanno è il 9 novembre. Veste in stile gothic lolita e ha un bel rapporto con Kukai, che in Shugo Chara! Encore! la bacia. Può purificare le Uova X mentre è chara-trasformata in Fascino Serafico con Eru tramite una tecnica chiamata Ninna Nanna dell'Angelo.
- Iru (イル?, Iru)

Doppiata da: Hiromi Konno (ed. giapponese), Beatrice Caggiula (ed. italiana)
La prima Shugo Chara di Utau, nasce dalla sua volontà decisa e testarda. Il suo simbolo è l'ala di pipistrello. È un diavoletto e adora maltrattare l'altro Shugo Chara di Utau, Eru. Schiva, energica, tirchia e sgarbata, non le va mai bene nulla. Nella trasformazione, lei e Utau diventano Fascino Eccentrico. Ha capelli viola e occhi rossi. Il suo uovo è fucsia e nero con una decorazione di merletto nero. Il Chara Change fa spuntare sulla schiena di Utau due ali da diavolo, che le permettono di volare e di trasformare le Uova del Cuore in Uova X. Quando Iru si sente sola perché non ha Eru da tormentare e quando scopre che Utau la ignora per dedicarsi a Dia, si trasforma con Amu, diventando Amuleto Ribelle. Nel manga, esegue il Chara Change con Amu per farla arrivare a casa di Tadase.
- Eru (エル?, Eru)

Doppiata da: Hyo-sei (ed. giapponese), Jenny De Cesarei (ed. italiana)
La seconda Shugo Chara di Utau, è un angioletto e nasce dal desiderio di Utau di essere dolce e onesta e di rendere felici le persone con le proprie canzoni. Il suo simbolo è l'ala d'angelo. A causa dei maltrattamenti subiti da Iru e a causa del fatto che Utau la ignora, occupandosi di Dia, scappa, andando a casa di Amu. Critica le persone per le loro scelte, che considera sbagliate, e aiuta chi ha problemi di cuore. Il suo uovo è rosa e bianco con una decorazione di pizzo bianco. È bionda e tiene sempre gli occhi chiusi. Quando si trasforma con Amu, diventano Angelo Amuleto, mentre quando si unisce a Utau diventano Fascino Serafico. Utau non fa mai il Chara Change con lei.
Yukari Sanjo (三条 ゆかり?, Sanjō Yukari)
Doppiata da: Rio Natsuki (ed. giapponese), Donatella Fanfani (ed. italiana)
La manager di Utau e la sorella maggiore di Kairi, all'inizio sembra completamente senza cuore e ogni volta che Utau cerca di ribellarsi, la minaccia ricordandole ciò che la Easter potrebbe fare a Ikuto. In passato aveva una relazione con Nikaido e, anche se ora ogni volta che si vedono finiscono per litigare, sembra che provino ancora qualcosa l'uno per l'altra, infatti nell'ultimo capitolo del manga Shugo Chara! Encore! si sposano. Ha i capelli rossi e occhi scuri. È completamente negata per le faccende domestiche. Lei e Utau lasciano la Easter dopo che Amu riprende Dia, e fondano l'agenzia discografica Sanjo Productions.
Yuu Nikaido (二階堂 悠?, Nikaidō Yū)
Doppiato da: Junji Majima (ed. giapponese), Patrizio Prata / Maura Marenghi (da bambino) (ed. italiana)
Membro della Easter, per cercare l'Embrione diventa l'insegnante di Amu. Ha i capelli arancioni e gli occhi castano scuro. Da bambino voleva diventare un ingegnere di robot, ma dopo l'opposizione dei genitori aveva abbandonato il suo sogno e rotto il suo Uovo del Cuore. Li recupera con l'aiuto di Amu e Suu. Lascia la Easter e diventa l'insegnante ufficiale della classe di Amu. Ha un bel rapporto con Suu. Era fidanzato con Yukari Sanjo. Il suo Uovo del Cuore era bianco, decorato con ingranaggi colorati.
Kazuomi Hoshina (星名 一臣?, Hoshina Kazuomi)
Doppiato da: Mitsuru Ogata (ed. giapponese), Oliviero Corbetta (ed. italiana)
Il direttore generale della Easter, deve la sua posizione al matrimonio con Souko Hoshina, l'unica figlia del precedente direttore ed erede del gruppo Hoshina. È il patrigno di Ikuto e Utau, che sfrutta per i suoi piani. Ha i capelli brizzolati e gli occhi grigi. Il superiore di Yuu e Yukari, dopo il suo fallimento nella ricerca dell'Embrione teme che Gozen, il suo capo, lo abbandoni, quindi tesse un piano di lavaggio del cervello per Ikuto, con lo scopo di fargli creare le Uova X. Successivamente, capisce che l'Embrione si manifesta solo quando le Uova X vengono purificate, e tende ai Guardiani una trappola. Alla fine, decide di lasciare la Easter. È il nonno di Hikaru e tiene molto a lui.
Hikaru Ichinomiya (一之宮 ひかる?, Ichinomiya Hikaru)
Doppiato da: Eri Nakao (ed. giapponese), Monica Bonetto (ed. italiana)
Presidente della Easter e nipote di Kazuomi, i suoi subordinati si riferiscono a lui chiamandolo "Gozen". Colleziona pietre preziose. Ha promesso agli impiegati una brillante carriera se gli porteranno l'Embrione. Si scopre poi che in realtà è un bambino di sette anni, che Amu ha incontrato varie volte senza conoscerne la vera identità, e che ha perso i genitori. Quand'era piccolo, ha strappato l'ultima pagina dal libro illustrato "Le Uova del Cuore", scritto da Tsukasa. È biondo e ha gli occhi azzurri. È unico rispetto agli altri bambini perché non ha un Uovo del Cuore, ma poi riesce a ottenerne uno e inizia a frequentare le elementari alla Seiyo nell'episodio 103. Qui diventa un Apprendista Guardiano insieme a Rikka. È stato scelto come prossimo 'King's Chair' e il suo Uovo del Cuore è giallo, decorato con stelline bianche.
Lulu De Morcerf Yamamoto (山本 ルル·ド·モルセール?, Yamamoto Ruru Do Morusēru)
Doppiata da: Akemi Kanda (ed. giapponese), Elisabetta Spinelli (ed. italiana)
Compare solo nell'anime. Nella seconda serie, lavora per la Easter al posto di Utau, che se n'è andata. Produce gioielli che creano le Uova del Dubbio. Ha 14 anni e viene dalla Francia. Vuole l'Embrione per ridare la fama alla madre attrice. Ha capelli verde chiaro e occhi blu. Dopo alcuni tentativi, Amu riesce a convincerla ad abbandonare la Easter, la ragazza accetta di lasciar perdere il suo sogno, confida alla madre il suo desiderio di rivederla sul grande schermo e insieme partono per la Francia.
- Nana (ナナ?, Nana)

Doppiata da: Ryōka Yuzuki (ed. giapponese), Daniela Fava (ed. italiana)
Lo Shugo Chara di Lulu, la sua specialità è creare gioielli. Ha capelli rossi e occhi azzurri. Il suo simbolo è la gemma. Durante il Chara Change, la molletta di Lulu diventa un fiore viola e bianco con il centro rosso, e le permette di usare la collana per trasformare le Uova. Nonostante l'aspetto elegante, usa spesso il linguaggio gergale, e chiama le altre Shugo Chara "Bellezze". Il suo uovo è lilla con sopra disegnato un fiore di merletto e pietre preziose. Nana si trasforma sotto l'effetto dell'uovo del dubbio con Lulu, diventando Sogno dei Sogni. Tuttavia nella serie, Nana e Lulu non eseguono nessuna Chara Transformation normale. Adora le gelatine alla banana, tanto da farne indigestione in un episodio.

## Personaggi secondari
Midori Hinamori (日奈森 緑?, Hinamori Midori)
Doppiata da: Kazusa Murai (ed. giapponese), Lorella De Luca (ed. italiana)
La madre di Amu e Ami, lavora come redattore per la rivista "La saggezza della casalinga" e il suo compleanno è il 27 dicembre. È la responsabile delle scelte in fatto di abbigliamento di Amu e Ami. Ha capelli e occhi castani. A differenza del marito, Midori è più comprensiva con Amu quando si tratta di ragazzi, e sembra che veda in Ikuto un buon partito per sua figlia.
Tsumugu Hinamori (日奈森 紡?, Hinamori Tsumugu)
Doppiato da: Yūsei Oda (ed. giapponese), Pino Pirovano (ed. italiana)
Il padre di Amu e Ami, fotografa gli uccelli selvatici. Ama molto le figlie e non vede molto bene il fatto che Amu esca con un ragazzo e che Ami piaccia ai suoi compagni di classe. Ha capelli arancioni e occhi color nocciola. Quando ha una lite con la moglie, dice che è in partenza, ma in realtà si nasconde in bagno. È una persona molto attiva ed energica. Il suo compleanno è il 20 febbraio.
Ami Hinamori (日奈森 亜実?, Hinamori Ami)
Doppiata da: Kurumi Mamiya (ed. giapponese), Serena Clerici (ed. italiana)
La sorellina di Amu, ha 4 anni e riesce a vedere gli Shugo Chara anche se non ne possiede uno. È iperattiva e adora i giocattoli. Ha capelli castani e occhi color ambra. Il suo sogno sembra essere quello di diventare una cantante proprio come Utau, di cui è una grande fan. Veste in stile principesco. Regala agli Shugo Chara una casa delle bambole. Il suo compleanno è il 21 marzo.
Aruto Tsukiyomi (月詠 或斗?, Tsukiyomi Aruto)
Il padre di Ikuto e Utau, era un violinista geniale, scomparso il giorno in cui morì l'ex presidente della Easter. Il suo matrimonio con Souko Hoshina fu accolto inizialmente con forte ostilità, perché a quel tempo lui non era ancora famoso. Per potersi sposare, accettò di interrompere la sua carriera musicale e iniziare a lavorare per la Easter, ma non mantenne la promessa e scappò dal Giappone. In Shugo Chara! Encore ritorna dalla moglie durante il matrimonio di Nikaido e Yukari, ma fa promettere a Souko di mantenere segreto il suo ritorno. Ha capelli e occhi neri, e assomiglia molto a Ikuto.
Souko Hoshina (星名 奏子?, Hoshina Sōko)
La madre di Ikuto e Utau, è l'unica figlia del capo del grande gruppo finanziario Hoshina. Assomiglia molto a Utau. Moglie di Aruto, lo sposò nonostante la forte opposizione dei genitori. Dopo la scomparsa del marito, è convinta che lui possa un giorno ritornare, ma poi, persa la speranza, si risposa con Kazuomi, e con questo gesto lega i suoi figli alla Easter. È bionda. Nel capitolo 43 del manga, si scopre che non è mai stata sposata con Kazuomi e che ama ancora Aruto.
Yui Hotori (辺里 唯?, Hotori Yui)
Doppiato da: Eiji Takemoto (ed. giapponese), Claudio Beccari (ed. italiana)
Il padre di Tadase. Amico intimo di Souko Hoshina e del marito di lei. Le due famiglie sono molto vicine, ma è stato costretto da Souko a troncare il rapporto d'amicizia con Aruto quando lui è scomparso. Ha capelli e occhi castani. Ha dato la Chiave Magica a Tadase, anche se il motivo per cui l'aveva lui e perché l'abbia data al figlio sono ancora sconosciuti, visto che la chiave apparteneva ad Aruto Tsukiyomi. Nel manga, invece, Aruto l'aveva ricevuta da lui.
Mizue Hotori (辺里 瑞恵?, Hotori Mizue)
Doppiata da: Junko Kitanishi (ed. giapponese), Dania Cericola (ed. italiana)
La madre di Tadase, è la sorella di Tsukasa. Ha capelli e occhi castani come il marito. Anche se c'era un rapporto di amicizia con la famiglia Tsukiyomi, Mizue era molto gelosa del rapporto che il marito aveva con Souko. Dopo la scomparsa di Aruto e la conseguente depressione di Souko, Ikuto e Utau andarono a vivere per un breve periodo con la famiglia Hotori, e durante questo periodo Mizue sfogò tutte le sue frustrazioni su Ikuto. Era convinta che il suono del violino di Aruto portasse sfortuna. In seguito, dopo la partenza dei due ragazzi, ha giurato a se stessa, sentendosi in colpa, che se rivedrà Ikuto gli chiederà scusa.
Tsukasa Amakawa (天河 司?, Amakawa Tsukasa)
Doppiato da: Akira Ishida (ed. giapponese), Alessandro Zurla (ed. italiana)
Fratello di Mizue e zio di Tadase, è il fondatore dei Guardiani e primo 'King's Chair', ma non ha mai dimostrato di avere uno Shugo Chara. Nel manga, Tsukasa viene indicato come un indovino che non sbaglia mai le sue predizioni. Ha i capelli biondo scuro e gli occhi viola. È un astrologo e, oltre a lavorare per la rivista di Nobuko Saeki, lavora anche al planetario. Ama i gatti ed è il preside della Seiyo Academy.
Daisuke Yuiki
Il padre di Yaya e Tsubasa, non si vede molto né nell'anime né nel manga, ma è un padre premuroso. Indossa sempre un abbigliamento simile a quello di un agente.
Nodoka Yuiki
È la madre di Yaya e di Tsubasa. Tiene moltissimo ai figli.
Tsubasa Yuiki (結木 つばさ?, Yuiki Tsubasa)
Doppiata da: Miyuki Sawashiro (ed. giapponese), Serena Clerici (ed. italiana)
Il fratellino di Yaya, dopo la sua nascita questa diventa gelosa di tutte le attenzioni che i genitori hanno per lui, ma poi grazie ad Amu impara ad amarlo. È biondo e ha gli occhi neri. Amu e gli altri Guardiani pensano che Tsubasa sia molto carino. La sua età oscilla tra un paio di mesi e un anno.
Saaya Yamabuki (山吹 沙綾?, Yamabuki Saaya)
Doppiata da: Miyuki Kawashō (ed. giapponese), Francesca Bielli (ed. italiana)
Una ragazza ricchissima, bella e ottimista, ma testarda, arrogante, egoista e vanitosa che frequenta la stessa classe di Amu, è la presidentessa del fan club di Tadase. Ha i capelli castano scuro e gli occhi verde smeraldo. Ricca e snob, è molto gelosa di Amu e la sfida in ogni occasione possibile per dimostrare di essere la migliore delle due. Nell'episodio 68, scopre di doversi trasferire in un'altra scuola perché l'azienda di suo padre si sta espandendo all'estero, ma alla fine scopre che resterà in Giappone, mentre i suoi genitori si lasciano. Ha una cotta per Tadase, ma poi s'innamora di Kukai, e per questo è invidiosa di Amu, infatti, nell'episodio 68, si trasforma sotto l'effetto dell'Uovo del Dubbio in Sogno di Amu, copiando anche le sue Chara Transformation, trasformandosi in Cuore Affascinante, Picche Affascinante e Fiore Affascinante.
Nobuko Saeki (冴木のぶ子?, Saeki Nobuko)
Doppiata da: Keiko Yamamoto (ed. giapponese), Stefania Patruno (ed. italiana)
È un'indovina e ha ottenuto molta fortuna dirigendo la rivista "La saggezza della casalinga", anche se non ama l'occultismo. Ha 54 anni e le piace il miso di arachidi. Il suo senso spirituale è tanto forte da permetterle di vedere gli Shugo Chara. Ha capelli viola e occhi dorati. Ha indotto Amu a mostrare agli altri la vera se stessa e a diventare una nuova persona. È molto affezionata a Tadase, probabilmente perché assomiglia molto a Tsukasa. Nel manga, aiuta i Guardiani a trovare Ikuto e intuisce che Nadeshiko e Nagihiko sono la stessa persona, sentendo la presenza di Temari.
Manda (マンタ?, Manta)
Doppiata da: Keiko Nemoto (ed. giapponese), Katia Sorrentino (ed. italiana)
È una scienziata molto giovane che lavora per l'Easter. In origine era l'assistente del reparto sviluppo macchinari. Sebbene lei e i suoi colleghi abbiano escogitato molte idee su come creare un Embrione virtuale o catturare l'Embrione attraverso le Uova X, la maggior parte è sfociata in fallimenti e gesti di disprezzo di Kazuomi Hoshina. Ha i capelli corti castani legati a mezza coda di cavallo.
Chichimura (千々丸?,  Chichimura)
Doppiato da: Koichi Sakaguchi (ed. giapponese), Luca Ghignone (ed. italiana)
Insieme ai suoi colleghi lavorava al reparto sviluppo macchinari per conto della Easter, poi si è specializzato nella ricerca delle Uova X e dell'Embrione tramite i mezzi informatici. Viene quasi sempre sgridato e ripreso da Tsukumo, il suo superiore.
Tsukumo (九十九?, Tsukumo)
Doppiato da: Kawata Yoshimasa (ed. giapponese), Ruggero Andreozzi (ed. italiana)
Dopo il licenziamento del maestro Nikaido e della signorina Sanjo, Tsukumo diventa il capo delle operazioni per l'estrazione delle Uova X e per la caccia all'Embrione. Prima di ciò, lavorava insieme ai suoi colleghi al reparto sviluppo macchinari per la Easter. Ha una cotta per Yukari Sanjo, ovviamente non ricambiata.

## Personaggi minori
Mifuyu Torii (鳥居 美冬?, Torii Mifuyu)
Doppiata da: Kumiko Higa (ed. giapponese), Beatrice Caggiula (ed. italiana)
Apparsa solo negli episodi 14 e 15, è una ragazza molto simpatica e solare che adora andare sullo snowboard. Partecipa anche alle competizioni internazionali e il suo Shugo Chara si chiama Snoppe, il cui uovo è azzurro chiaro con sopra un fiocco di neve e il cui simbolo è il fiocco di neve.
Takuya Nagakura (長倉 拓哉?, Nagakura Takuya)
Doppiato da: Akeno Watanabe (ed. giapponese), Monica Bonetto (ed. italiana)
È un ragazzino che frequenta il quarto anno della Seiyo, ma per via del suo lavoro di prestigiatore non la frequenta spesso. Apparso solo nell'episodio 16, il suo Shugo Chara si chiama Zero e assomiglia ad un piccolo prestigiatore. Il suo Uovo del Cuore è rosso con sopra delle carte da gioco e il simbolo di Zero è la maschera.
Manami (まなみ?, Manami) & Wakana (わかな?, Wakana)
Doppiate da: Satomi Akesaka e Satomi Satō (ed. giapponese), Benedetta Ponticelli e Ludovica De Caro (ed. italiana)
Ragazzine solari e divertenti. Sono le ragazze che sanno tutto di tutti e inizialmente mettono in giro pettegolezzi non veri su Amu, ma poi diventano sue amiche. Il sogno di Manami è aprire un negozio di fiori, infatti nell'episodio 54, si trasforma in Sogno Fiorito sotto l'effetto dell'uovo del dubbio.
Shuji Hinamori (日奈森 修司?, Hinamori Shūji)
Doppiato da: Shintarō Asanuma (ed. giapponese), Davide Albano (ed. italiana)
È il cugino di Amu e Ami e appare solo nell'episodio 35. Avendo ancora il proprio Shugo Chara nel cuore, può sentire la voce degli Shugo Chara. In un flashback, viene mostrato che si è preso cura di Amu quando era piccola. Nell'anime, è la prima cotta di Amu. A Parigi, dove si è recato per studiare cucina, ha incontrato la sua fidanzata Eriko. Essendo stato insicuro per molto tempo prima del loro fidanzamento, il suo uovo si trasforma in un Uovo X. Quando viene purificato, Eriko lo raggiunge e gli dice di voler diventare una pasticciera come lui. Alla fine dell'episodio, Shuu ed Eriko si sposano. Il suo uovo è bianco con sopra disegnata una fetta di torta rosa e il simbolo del suo Shugo Chara è il cappello da cuoco.
Eriko Otomo (大友 絵里子?, Ōtomo Eriko)
Doppiata da: Aya Endō (ed. giapponese), Loretta Di Pisa (ed. italiana)
La moglie di Shuji, appare solo nell'episodio 35. Vuole diventare pasticciera.
Shuraiya (シュライヤ?, Shuraiya)
Doppiato da: Naomi Shindō (ed. giapponese), Davide Garbolino / Loretta Di Pisa (da bambino) (ed. italiana)
Un principe straniero trasferitosi nell'episodio 36, ha quasi 12 anni, è un rubacuori ed è alla ricerca di una moglie. Dopo aver visto Amu nei panni di Cuore Amuleto, decide di sposare lei, ma la ragazza rifiuta. In realtà, il suo vero scopo è trovare l'Embrione, un progetto iniziato dal padre con l'intenzione di utilizzarlo per donare prosperità al suo popolo. Shuraiya, però, non ne è molto entusiasta e preferirebbe realizzare i propri sogni. Il suo Shugo Chara si chiama Lamila, il cui simbolo è il kumkum. Il suo uovo è bianco con una decorazione dorata e svariate pietre preziose.
Yua Sakurai (桜井 優亜?, Sakurai Yua)
Doppiata da: Rie Kugimiya (ed. giapponese), Sonia Mazza / Renata Bertolas (canto) (ed. italiana)
Ha 10 anni e fa la modella e la cantante, ma a causa di un incidente ha paura di cantare. Lavora per l'agenzia Pretty, che sforna nuovi idoli nel campo della moda e della musica. Appare nell'episodio 85 e 86 dopo una convocazione da parte di Yaya, fatta all'insaputa degli altri Guardiani. Sembra conosca Amu da quando erano piccole e sogna di diventare una vera star con le sue sole forze. Il suo Shugo Chara si chiama Cecil (doppiato in italiano da Elvira Sferrazza) e nasce dal desiderio di Yua di cantare senza paura. Il suo Uovo è bianco con le estremità rosa e con sopra disegnato uno spartito. Il simbolo di Cecil è la nota musicale.